# Политическа реч
Политическата реч, още политическо слово и (в реториката) съвещателна реч, е сред основните типове речи, заедно със съдебната и тържествената. Това е реч, която има политическо съдържание или има политически контекст. Произнасяна е от оратор пред аудитория от слушатели.
Целта на политическата реч според Квинтилиан е да подтикне аудиторията да вземе определено решение по даден въпрос  и за това политическите речи биват съответно убеждаващи или разубеждаващи.  При Аристотел слушателите на съвещателната реч дори имат ролята на арбитри или съдии, които решават относно неща, които трябва да се направят или извършват в бъдеще. Квинтилиан обаче твърди, че този тип реч може да има също така отношение към миналото, като го разисква, напомня и т.н. Това включване на исторически събития от миналото в политическата реч, според Квинтилиан, може да има отношение към убеждаването за взимане на бъдещи решения. 

## Структура
Според Квинтилиан политическата реч може да съдържа уводна част (proemium), но този увод трябва да бъде кратък, според него по-съществено за обсъждането на държавните въпроси е изложението на фактите (narratio). 

## Роля на оратора
Квинтилиан определя ролята на оратора в политическата реч като изключително важна, той отнася тази значимост на оратора към неговия морал , в по-модерни интерпретации това бива разбирано така: „Добрият характер и политически ценности са основни за правилно, вярно и справедливо представяне на политическата реч, само процедурите и нормите не са сами по себе си достатъчни.“ 

## История
През периода на Деметрий от Фалерон се създава традиция на литературни (тоест фикционални) съвещателни речи .

## Реторика и демокрация
Квинтилиан също така посочва, че при политическото слово аудиторията е разнородна, има разнообразие от слушатели и за това интерпретациите на слушаната реч са плуралистични. Според Квинтилиан политическа реч има само в случаите, когато има множество възможни решения на един въпрос, като ораторът съветва слушателите в избора между тях.  Може да се каже, че основното място на политическата реч е парламентът, „и още повече, демократичният тип парламент, в който всяка свободна реч и съревнование между различни гледни точки и личности може да има място.“ 